# El custodio
El custodio è un film del 2006 diretto da Rodrigo Moreno.